# Fête de la Musique
Fête de la Musique är en årligen återkommande musikfestival som äger rum 21 juni, tiden för sommarsolståndet på norra halvklotet. Den firas i omkring 340 städer i 110 länder på fem kontinenter och är även känd som International Music Day (Internationella musikdagen) och World Music Day (Världsmusikdagen).
Fête de la Musique arrangerades första gången i Frankrike 1982. Evenemanget har spridits med stöd av det franska kulturministeriet som säger att det "idag är det enda internationella kulturevenemanget tillägnat livemusik".[källa behövs] Amatörer och professionella uppmuntras att uppträda utomhus, på gator och torg, i parker, tåg, restauranger och sjukhus och så vidare. Spontanitet och valfrihet i deltagandet är en grundprincip. Förhoppningen är att utveckla musikens mångfald i alla genrer. Ofta arrangeras stora konserter. Dessa ska vara gratis och öppna för alla. Musikartister som uppträder ska inte ta betalt. 
Sedan år 2003 arrangeras 21 juni också Les Échos de la Fête som firar Fêtes de la Musique med multimedia på internet.
Den 18 juni 2010 arrangerades för första gången Make Musik Sthlm som är associerat med Fête de la Musique. Evenemanget med 35 uppträdande musikband och artister ägde rum i Kungsträdgården i Stockholm.